# Walter Fraga Filho
Walter Fraga Filho, é autor e professor de História na Universidade Federal do Recôncavo da Bahia (UFRB).

## Biografia
O pesquisador nasceu na cidade de São Félix, no Recôncavo da Bahia.

## Carreira
Historiador de formação, o pesquisador possui artigos publicados em diferentes periódicos brasileiros e internacionais. Seus temas de pesquisa principais focam a atuação dos escravizados, libertos e subalternos na Bahia Imperial e Republicana.

## Premiação
- 2010 - Prêmio Jabuti na categoria Didático e Paradidático para o livro "Uma história da cultura afrobrasileira".[4]
- 2010 - Prêmio de melhor livro sobre a América Latina na American Historical Association com "Encruzilhadas da Liberdade: histórias e trajetórias de escravos e libertos na Bahia, 1870-1910".[5]